# Wada oświadczenia woli
Wada oświadczenia woli (prawo cywilne) – pojęcie z zakresu części ogólnej prawa cywilnego. Wada oświadczenia woli wskazuje, w jakich okolicznościach pewne stany psychiki lub wiedzy człowieka, towarzyszące składaniu oświadczenia woli, uwzględniane są przez system prawny, określają wpływ na ważność czynności prawnych. W polskim systemie prawnym koncepcja wad oświadczenia woli bierze pod uwagę nie tylko stan psychiki i wiedzy osób składających oświadczenie woli, ale także interesy i dobrą wiarę osób, do których oświadczenie woli jest skierowane.

## Rodzaje wad oświadczeń woli
Wadami oświadczeń woli w prawie polskim są:
- brak świadomości lub swobody powzięcia decyzji i wyrażenia woli (należy rozumieć to jako sytuację, gdy osoba składająca oświadczenie woli znajdowała się w stanie wyłączającym świadome albo swobodne powzięcie decyzji i wyrażenie woli – w szczególności dotyczy to choroby psychicznej)
- pozorność („Pozorność wyraża się w braku zamiaru wywołania skutków prawnych i jednoczesnym zamiarze stworzenia okoliczności mających na celu zmylenie osób trzecich”.  Założeniem unormowania jest zgoda drugiej osoby na złożenie oświadczenia woli dla pozoru. Tytułem przykładu można przytoczyć: zawarcie umowy pozornej w celu uniemożliwienia prowadzenia egzekucji z nieruchomości.)
- błąd (mylne wyobrażenie lub brak tego wyobrażenia u osoby oświadczającej swoją wolę o rzeczywistym stanie rzeczy) – w tym podstęp (celowe, świadome działanie osoby, która ten błąd wywołuje)
- groźba (wymuszenie oświadczenia woli i stanowi jego wadę, jeśli jest poważne i bezprawne).

## Skutki oświadczenia woli z wadami
Wada oświadczenia woli może powodować: 
- bezwzględną nieważność, co oznacza, że czynność prawna zawierająca wadliwe oświadczenie woli, od momentu jej dokonania nie wywołuje żadnych skutków prawnych i nie ma możliwości jej konwalidacji – przywrócenia ważności; polskie prawo cywilne przewiduje nieważność oświadczenia woli złożonego w stanie wyłączającym świadome albo swobodne powzięcie decyzji albo wyrażenie woli, jak również oświadczenia woli złożone za zgodą drugiej strony dla pozoru,
- wzruszalność czynności prawnej (nieważność względną), co oznacza, że czynność jest ważna i wywołuje skutki, jednakże może zostać wzruszona przez osobę wskazaną przez ustawodawcę i w czasie przez niego wskazanym. Jeśli nie zostanie wzruszona w odpowiednim czasie, następuje jej konwalidacja, czynność staje się ważna w sposób niewzruszalny.

## Uchylenie się od skutków prawnych oświadczenia woli złożonego pod wpływem błędu lub groźby
Zgodnie z treścią art. 88 Kodeksu cywilnego uchylenie się od skutków prawnych oświadczenia woli, które zostało złożone innej osobie pod wpływem błędu lub groźby, następuje przez oświadczenie złożone tej osobie na piśmie. Oświadczenie takie należy złożyć w terminie roku od wykrycia błędu bądź też z upływem roku od czasu, kiedy ustąpił stan obawy (w przypadku groźby).

## W prawie międzynarodowym prywatnym
W prawie prywatnym międzynarodowym prawem właściwym dla wad oświadczenia woli jest prawo właściwe dla czynności prawnej, której dotyczą.